# Phigalia titearia
Phigalia titearia är en fjärilsart som beskrevs av Jacob Hübner 1825. Phigalia titearia ingår i släktet Phigalia och familjen mätare. Inga underarter finns listade i Catalogue of Life.